# Štajngrob
Štajngrob je naselje v Občini Sevnica.